# مايك ويبستر (لاعب كرة قدم أمريكية)
مايك ويبستر (بالإنجليزية: Mike Webster)‏ هو لاعب كرة قدم أمريكية أمريكي، ولد في 18 مارس 1952 في توماهوك في الولايات المتحدة، وتوفي في 24 سبتمبر 2002 في بيتسبرغ في الولايات المتحدة بسبب نوبة قلبية.

## وصلات خارجية
- مايك ويبستر على موقع مرجع كرة القدم المحترفة.كوم (الإنجليزية)
- مايك ويبستر على موقع الموسوعة البريطانية (الإنجليزية)
- مايك ويبستر على موقع إن إن دي بي (الإنجليزية)